# سلمان البراك
الشيخ سلمان البراك هو سلمان بن براك بن جنديل بن خدام بن عبد نوح بن جمعة بن الداود بن مساعد بن محمد بن سلطان من شيوخ عشائر البو سلطان من قبيلة زبيد، ولد الشيخ في عام 1880 م في منطقة الشوملي في محافظة بابل في العراق.
شارك الشيخ في قيادة عشيرته ضد الإنكليز في ثورة العشرين واودع سجن الحلة العسكري بعد أن ألقى الإنكليز القبض عليه. أحرقت القوات الإنكليزية داره انتقاما من آل براك لاشتراكهم بالثورة وقد أفرج عنه في 30 أيار 1921.
انتخب نائبا في المجلس التأسيسي في 20 شباط 1924، كما انتخب نائبا عن لواء الحلة في عشر دورات نيابية متصلة اعتبارا من الدورة الأولى عام 1925م وحتى الدورة الحادية عشر عام 1948م، عدا الدورة السابعة وانتخب رئيسا للمجلس النيابي لدورتي عام 1934م وعام 1943م.
أصبح وزيرا للري والزراعة في وزارة عبد المحسن السعدون الثالثة عام 1928 م ووزيرا للدفاع والداخلية بالوكالة و وكيلا لوزير الدفاع عام 1934م ووزيرا للاقتصاد عام 1942م في وزارة نوري سعيد.
ومن بين أهم أعمال الشيخ سلمان هو مشاركته مع الوفد العراقي المفاوض لدخول العراق في عصبة الامم وذلك في تشرين الأول عام 1932م.
توفي في داره ببغداد في 11 شباط 1949م إثر مرض عضال لازمه لأكثر من سنة.